# Rhopalomyia cruziana
Rhopalomyia cruziana är en tvåvingeart som beskrevs av Ephraim Porter Felt 1908. Rhopalomyia cruziana ingår i släktet Rhopalomyia och familjen gallmyggor.
Artens utbredningsområde är Kalifornien. Inga underarter finns listade i Catalogue of Life.